# Sergio Vieira de Mello
Sérgio Vieira de Mello (Río de Janeiro, Brasil; 15 de marzo de 1948-Bagdad, Irak; 19 de agosto de 2003) fue un político y diplomático brasileño funcionario de la Organización de las Naciones Unidas (ONU). Hablaba fluidamente en inglés, español, italiano y francés, además de portugués.
Fue asesinado en el atentado del hotel Canal en Irak junto con otros 20 miembros de su personal el 19 de agosto de 2003 por al Qaeda mientras trabajaba como Alto Comisionado de las Naciones Unidas para los Derechos Humanos y Representante Especial de las Naciones Unidas para Irak. Antes de su muerte, se lo consideraba un candidato probable para ser secretario general de la ONU.

## Biografía
Sergió nació en la ciudad brasileña de Río de Janeiro. Estudió filosofía en la Universidad de París (Sorbona).

### Carrera en las Naciones Unidas
Sergio de Mello trabajó con la ONU durante 34 años. Su incorporación se produjo en 1969, en el Alto Comisionado de las Naciones Unidas para los Refugiados (ACNUR) en Ginebra, siendo posteriormente destinado a Bangladés durante su independencia en 1971. Trabajó con refugiados durante la invasión de Chipre, en 1974, por Turquía, tres años en Mozambique durante la guerra civil que siguió a la independencia de este país de Portugal en 1975, y tres más en el Perú. Fue consejero político de la Fuerza Interina de Naciones Unidas en Líbano entre 1981 y 1983. Sergio de Mello volvió al ACNUR, trabajando en su oficina principal en Ginebra durante una década. A principios de los 90 se encuentra involucrado en la limpieza de minas en Camboya y, posteriormente, en Yugoslavia. Tras trabajar en la crisis de los refugiados en África central, fue nombrado asistente del alto comisionado para los refugiados en 1996 y, dos años después, vicesecretario general de Naciones Unidas. Fue enviado especial de Naciones Unidas en Kosovo tras el fin del control serbio de esta ex-provincia yugoslava en 1999.
Antes de ser nombrado Alto Comisionado de Naciones Unidas para los derechos humanos en 2002, fue el administrador provisional de Naciones Unidas en Timor Oriental desde diciembre de 1999 a mayo de 2002, asistiendo a la excolonia portuguesa, hasta entonces ocupada por Indonesia, en su independencia. También fue representante especial en Kosovo durante un periodo de dos meses y coordinador de las operaciones humanitarias en el cuartel general de las Naciones Unidas.
En mayo de 2003, Sergio de Mello fue designado como representante Especial de Naciones Unidas en Irak, un destino asignado inicialmente para cuatro meses.

## Asesinato

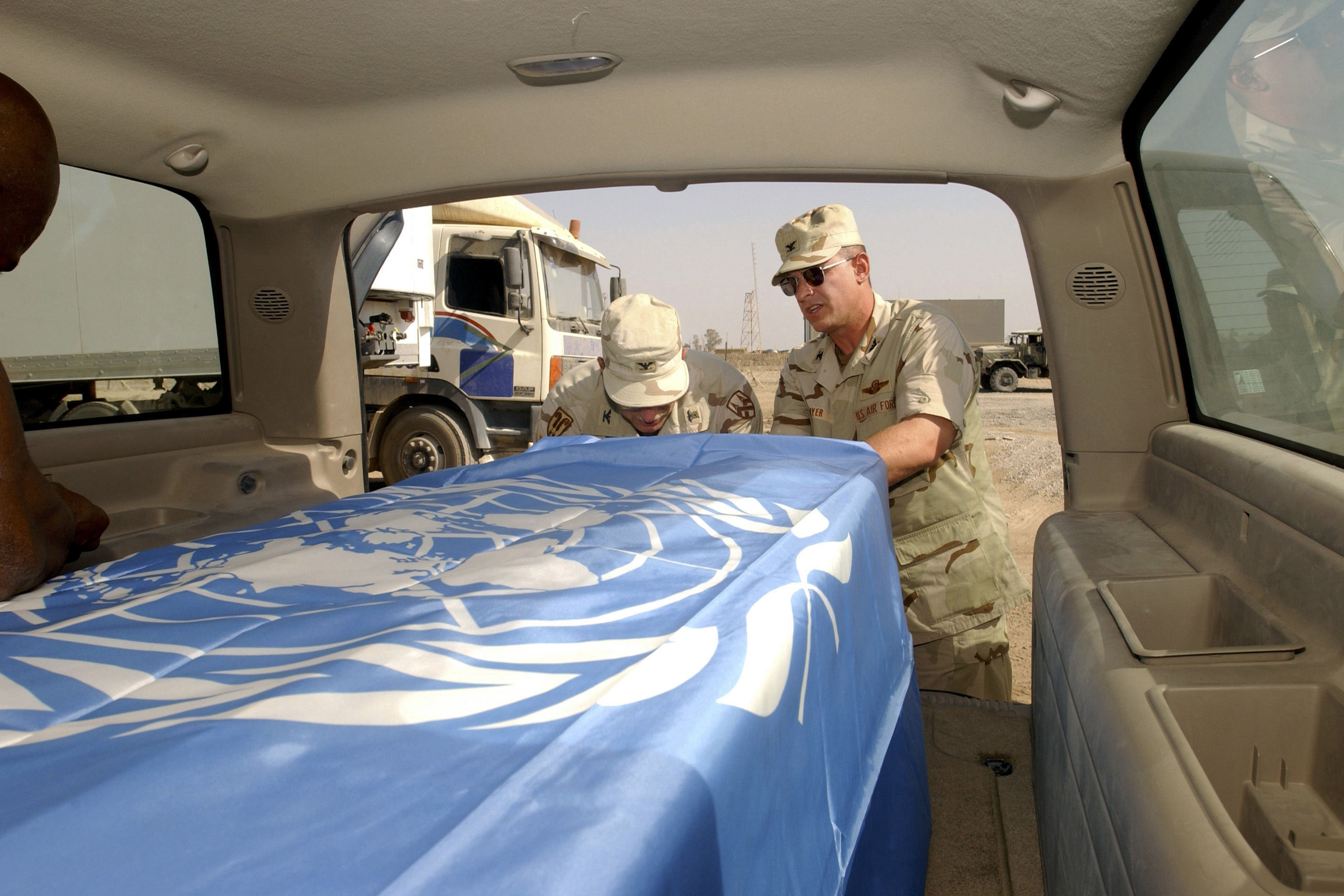
Soldados estadounidenses colocando el ataúd de Vieira de Mello en un SUV.

Vieira de Mello trabajaba como Representante Especial de las Naciones Unidas para Irak cuando fue asesinado en el atentado del hotel Canal. Abu Musab al Zarqaui, líder de la organización terrorista al Qaeda, se atribuyó la responsabilidad de la explosión. Un comunicado de al Qaeda dijo que De Mello fue asesinado porque había ayudado a Timor Oriental a convertirse en un estado independiente, robando así el territorio del «califato islámico».
Había sido mencionado en algunos círculos como un candidato adecuado para ser secretario general de la ONU.  Su muerte fue muy lamentada, en gran parte debido a su reputación de trabajar efectivamente para promover la paz. A pesar de sus deseos declarados de ser enterrado en Río de Janeiro, su ciudad natal, el lugar donde vivió durante 34 años y donde se le dio un funeral de estado con todos los honores militares al que asistió el presidente Luiz Inácio Lula da Silva y otros dignatarios internacionales, su cuerpo fue sacado de Brasil y fue enterrado en el Cementerio de los Reyes en Ginebra, Suiza.
La película Sergio estrenada en 2020 en Netflix, está basada en su vida.